# St. Jakob (Mammendorf)

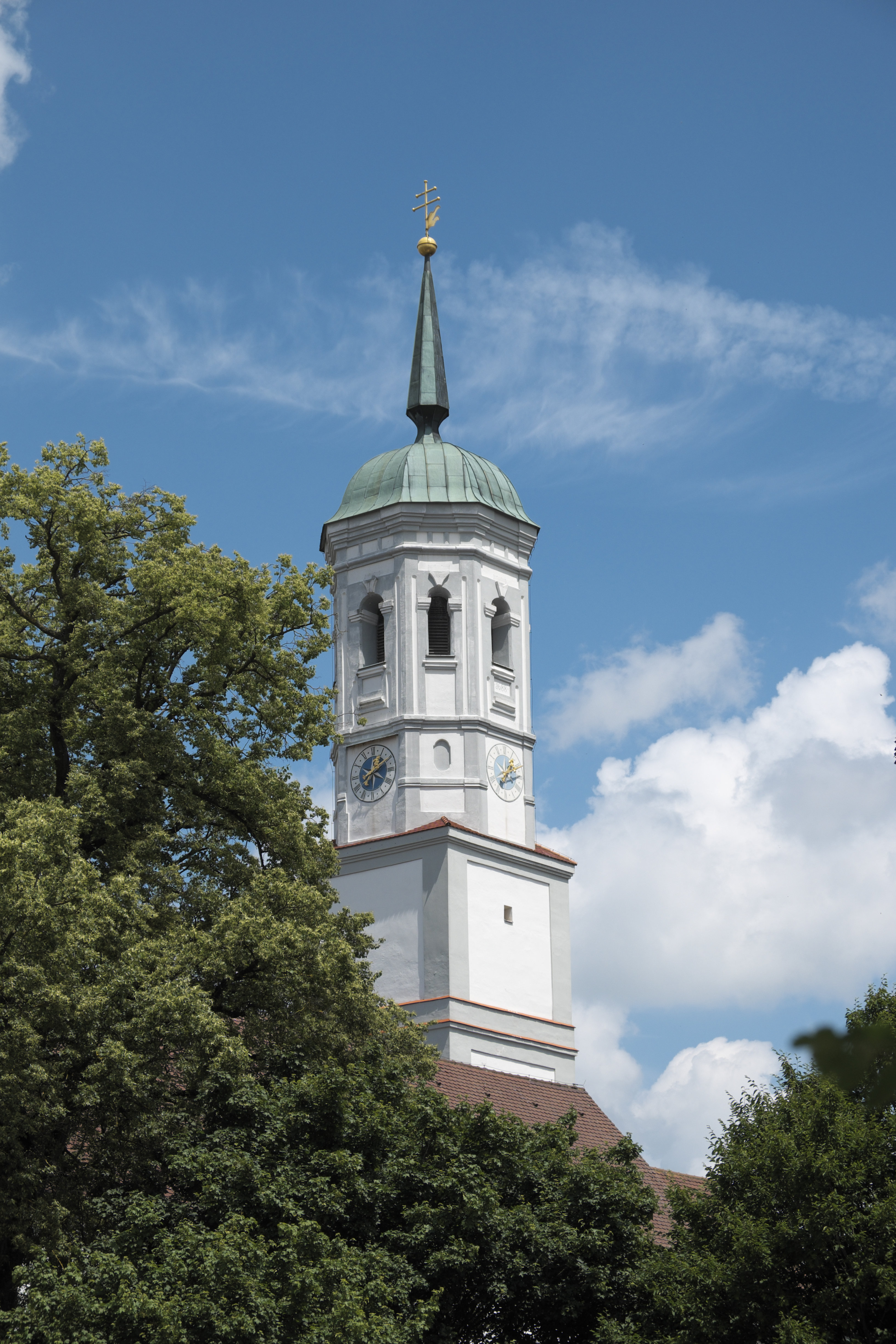
Pfarrkirche St. Jakob, Turm

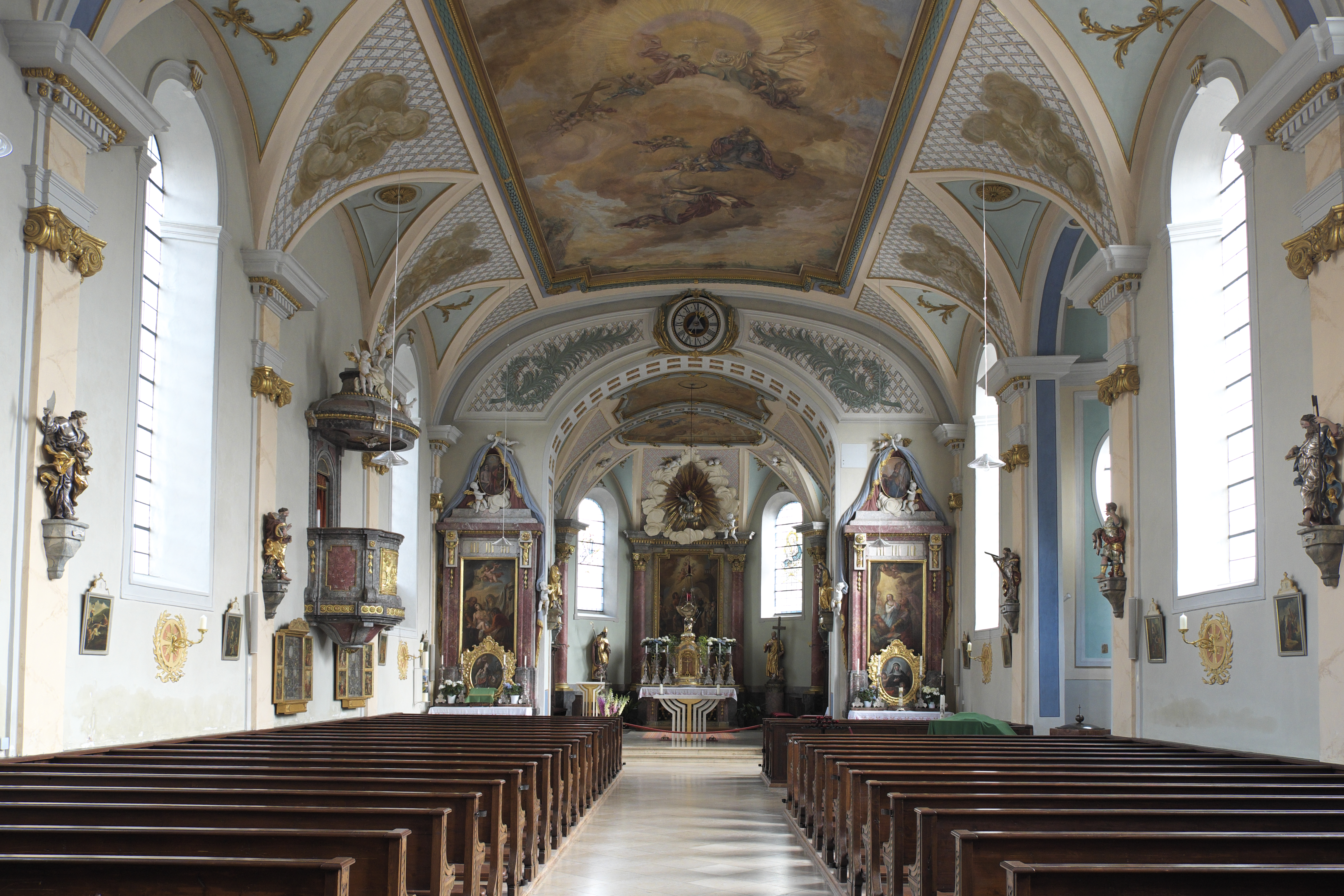
Innenraum

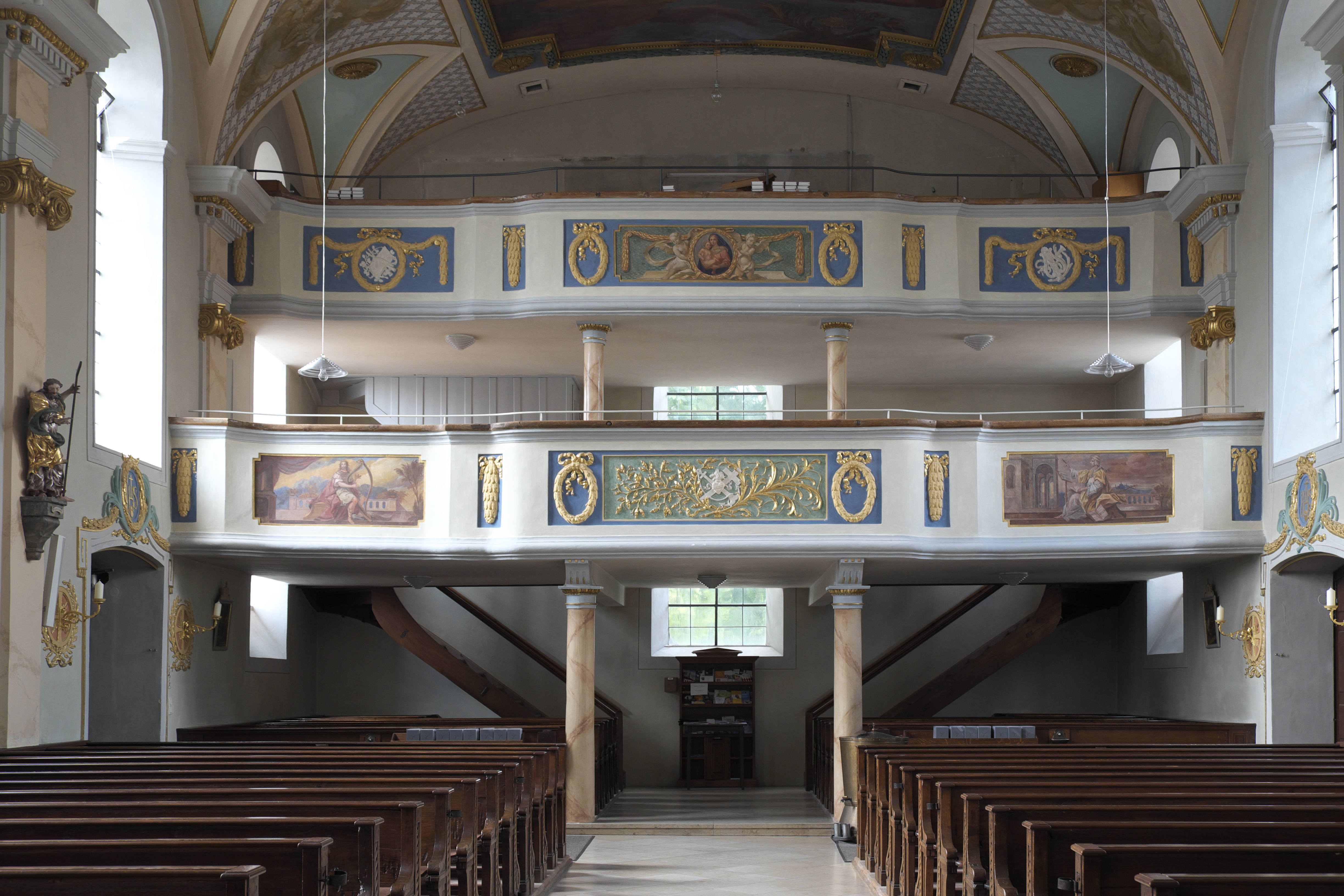
Doppelempore

Die katholische Pfarrkirche St. Jakob in Mammendorf, einer Gemeinde im oberbayerischen Landkreis Fürstenfeldbruck, ist im Kern eine romanische Saalkirche, die im 15. Jahrhundert im Stil der Spätgotik erneuert wurde. Ende des 18. Jahrhunderts wurde die Kirche im klassizistischen Stil umgestaltet, ihre einheitliche klassizistische Ausstattung ist bis heute erhalten geblieben. Die Kirche, die dem Apostel Jakobus dem Älteren geweiht ist, gehört zu den geschützten Baudenkmälern in Bayern.

## Geschichte
Im 11. Jahrhundert wurde die Mammendorfer Kirche in den Traditionen des Hochstifts Freising im Zusammenhang mit Schenkungen erstmals urkundlich erwähnt. Wie aus Grabungsbefunden hervorgeht, stammen die Mauern des Langhauses und des Chors aus der Zeit um 1200.
Zu Beginn des 15. Jahrhunderts wurden Teile der alten Kirche abgebrochen und wieder neu aufgebaut. An der Nordseite fügte man den Turm an, in dem romanische Ziegel mit vermauert wurden. 1688 wurde der Turm teilweise abgebrochen und mit einem oktogonalen Aufsatz und flacher Haube versehen.
Nach einem Sturmschaden im Jahr 1795 entschloss man sich zu einer weitgehenden Umgestaltung der Kirche. Der Kirchenraum wurde erhöht, ein neues Langhaus mit einer Doppelempore im Westen gebaut und die Kirchenausstattung fast vollständig erneuert. Die vier Altäre, die Kanzel, der Kreuzweg, die Türen und die Kirchenbänke stammen aus dieser Zeit. Christian Jorhan führte die Bildhauerarbeiten aus, den Stuck schuf der Wessobrunner Johann Michael Sporer. Richard Victor Purnickl erhielt den Auftrag für die Deckenmalereien und die Altarbilder.
Von 1902 bis 1908 wurde die Kirche um zwei Joche nach Westen verlängert. Der Stuck und die Malereien wurden unter Beibehaltung des klassizistischen Stils ergänzt.

## Architektur
Das einschiffige Langhaus ist in sechs Joche gegliedert und wird wie der Chor mit einer flachen Stichkappentonne gedeckt. Den eingezogenen, dreiseitig geschlossenen Chor gliedern Dreiviertelsäulen in Stuckmarmor mit Kompositkapitellen, das Langhaus besitzt ionische Wandpfeiler mit hohem Gebälk.

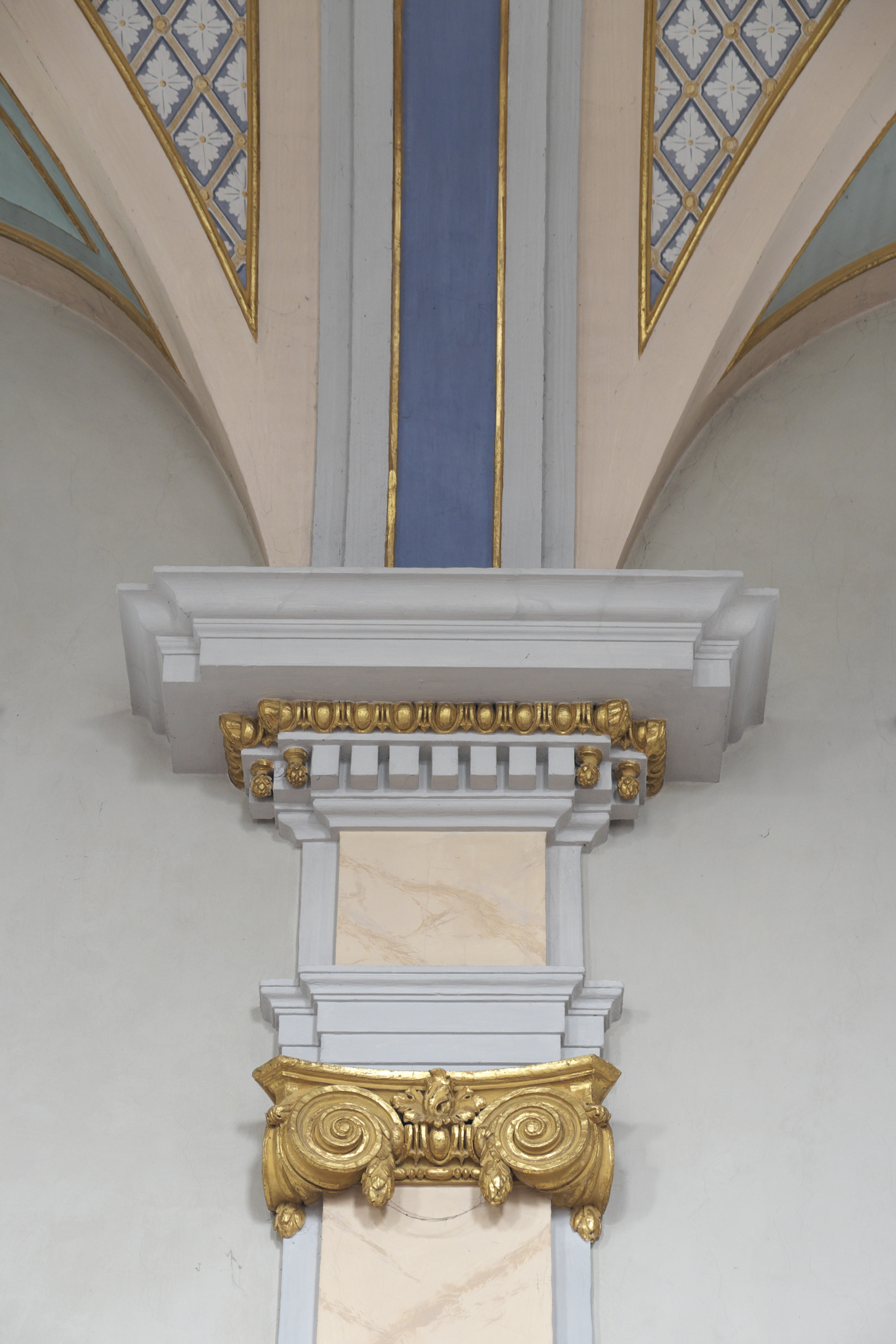
Pilaster mit ionischem Kapitell und Gebälk
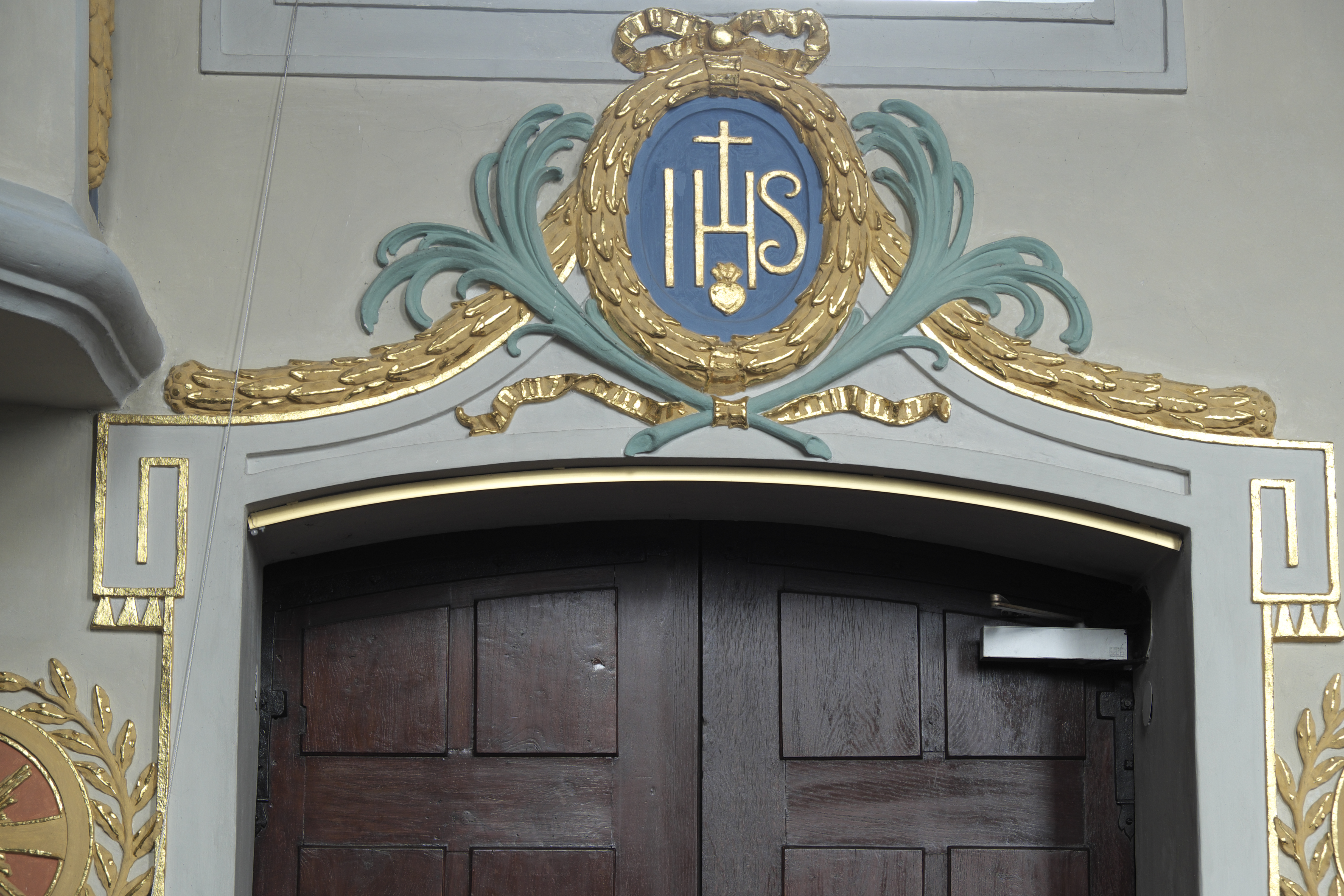
Stuckdekor
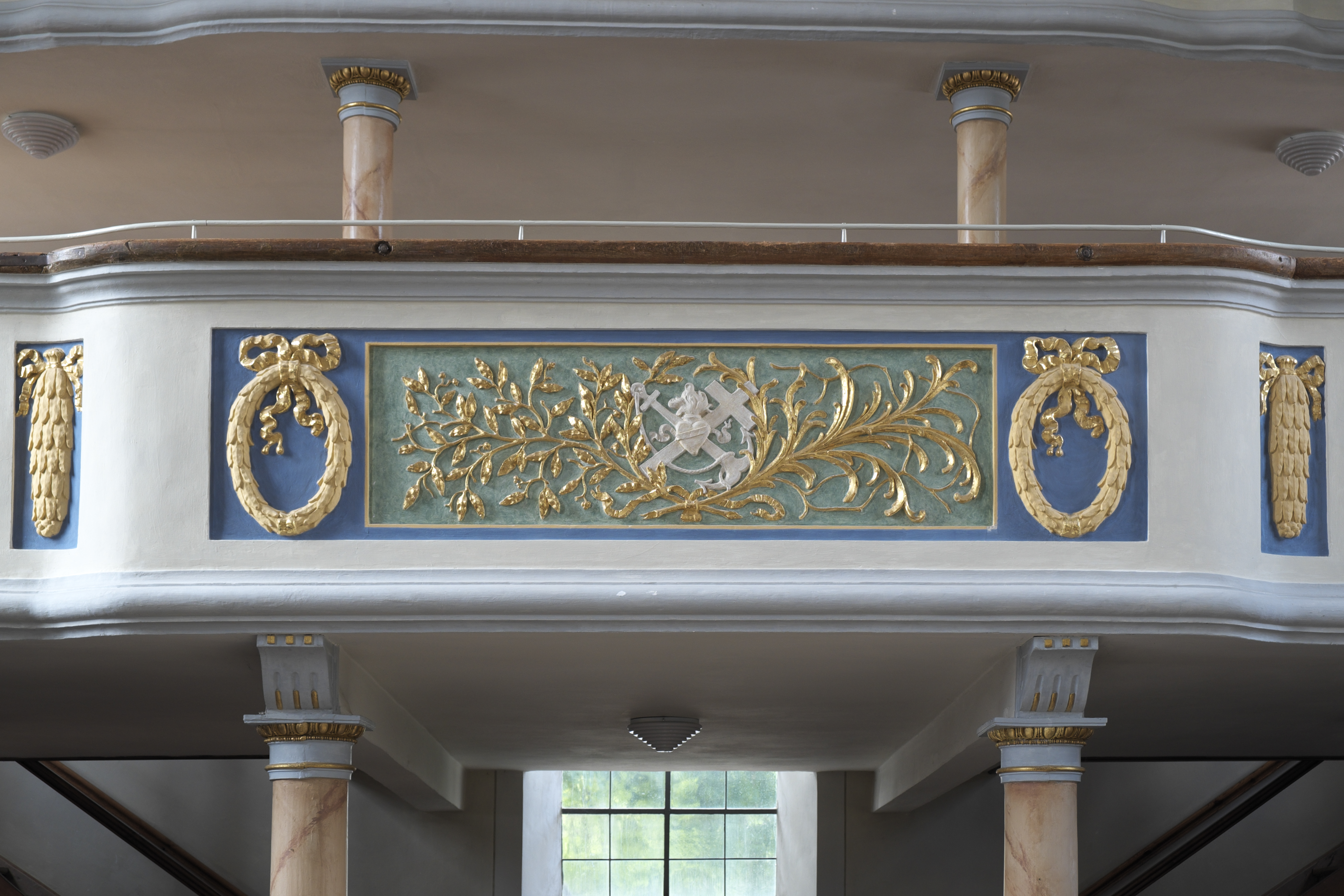
Stuckdekor an der Empore
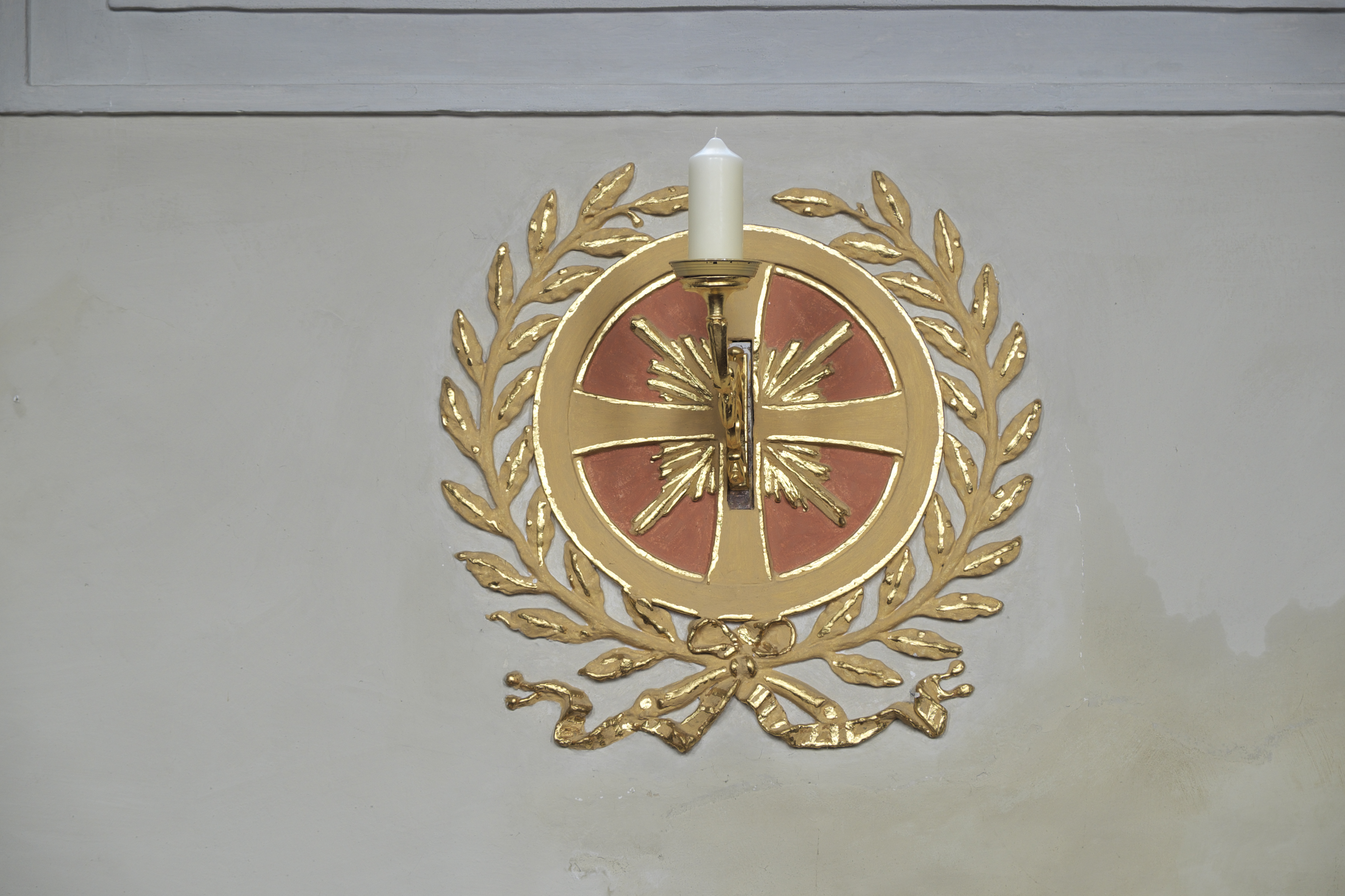
Apostelleuchter

## Deckenmalerei und Emporenbilder
Die Deckenmalereien im Chor und im Langhaus sind dem Kirchenpatron, dem Apostel Jakobus, gewidmet. Über der Orgelempore ist die heilige Cäcilia dargestellt. An der Emporenbrüstung sieht man links König David und rechts Papst Gregor den Großen, der als Erneuerer der Kirchenmusik gilt.

## Bleiglasfenster
Im Chor sind zwei Bleiglasfenster der Mayer’schen Hofkunstanstalt eingebaut. Sie stellen den Erzengel Michael und eine Muttergottes mit Jesuskind dar.

## Ausstattung

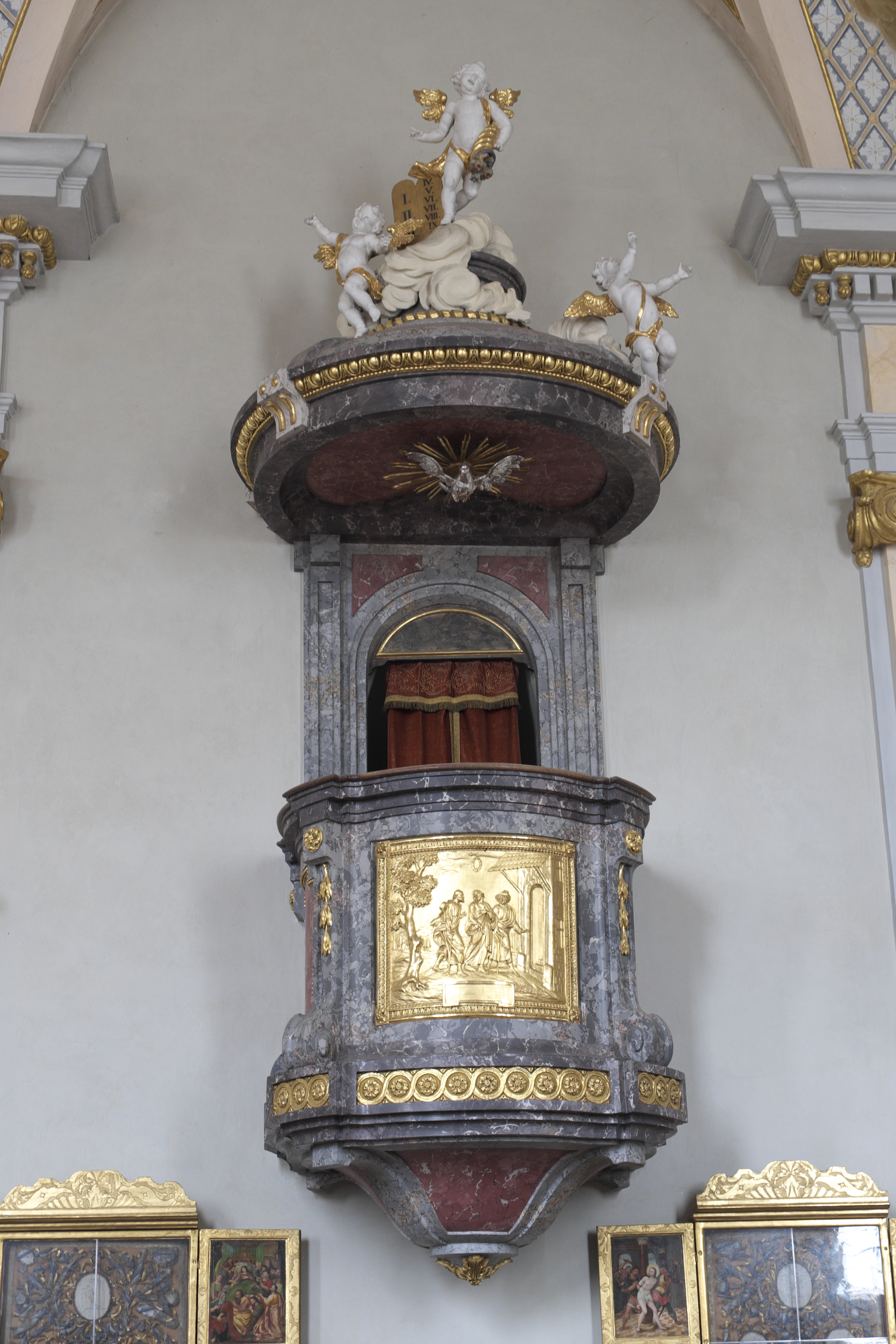
Kanzel

- Der Hochaltar und die beiden Seitenaltäre wurden wie auch die Kanzel im Stil des Klassizismus von Johann Michael Sporer aus Stuckmarmor gefertigt.
- Die Kanzel ist über einen außenliegenden Treppenaufgang zugänglich. Das vergoldete Relief am Kanzelkorb mit der Darstellung der Emmausjünger stammt von Christian Jorhan dem Älteren. Der Schalldeckel wird von den Gesetzestafeln und Engelsputten bekrönt, einer hält ein Füllhorn mit Rosen in den Händen.
- In der Kreuzkapelle an der Südseite des Langhauses steht ein spätgotisches Taufbecken aus Rotmarmor.
- Die Apostelfiguren an den Wänden stammen aus der ersten Hälfte des 18. Jahrhunderts. Sie werden dem Umfeld der Bildhauerwerkstatt von Lorenz und Johann Luidl zugeschrieben.

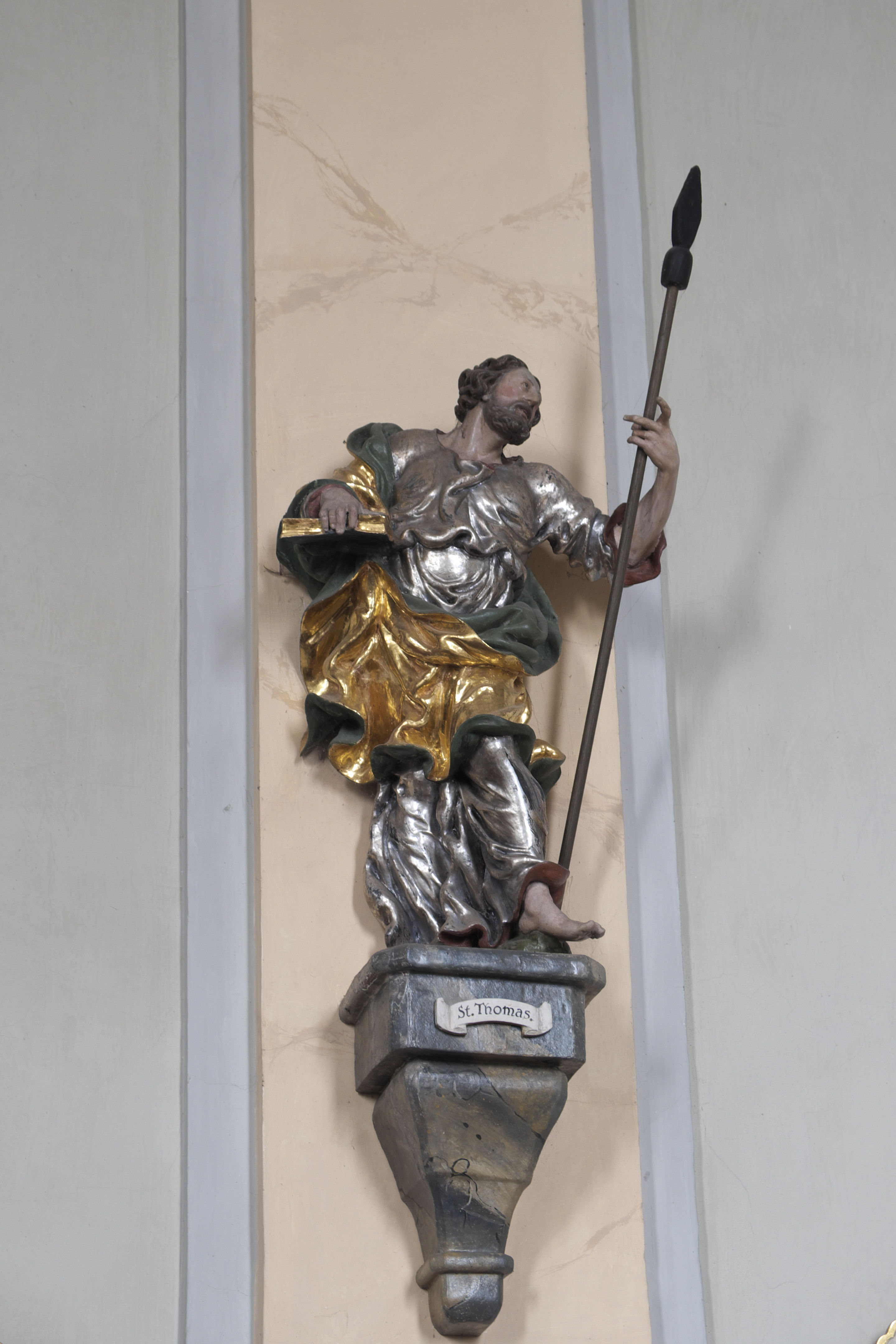
Apostel Thomas
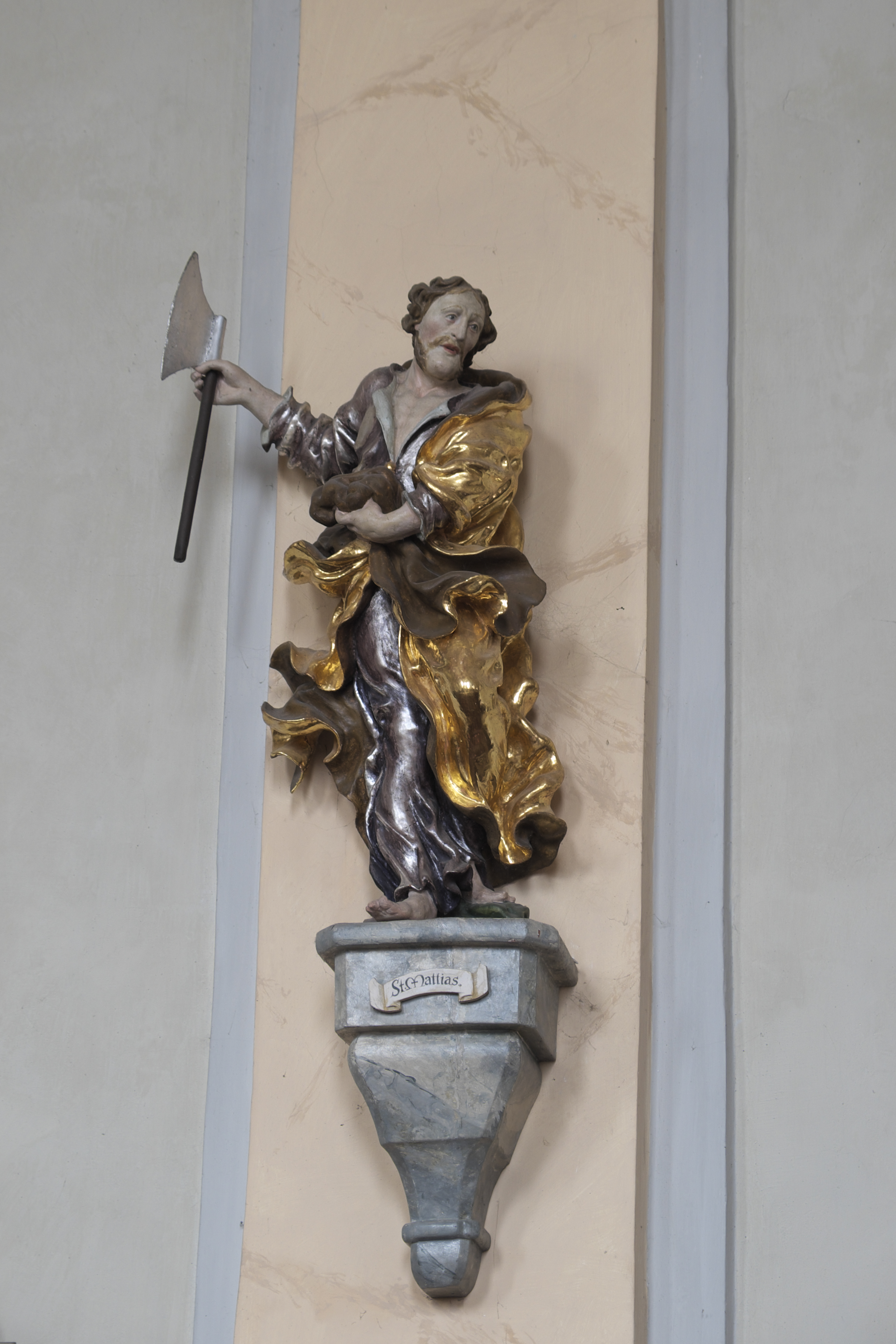
Apostel Matthias
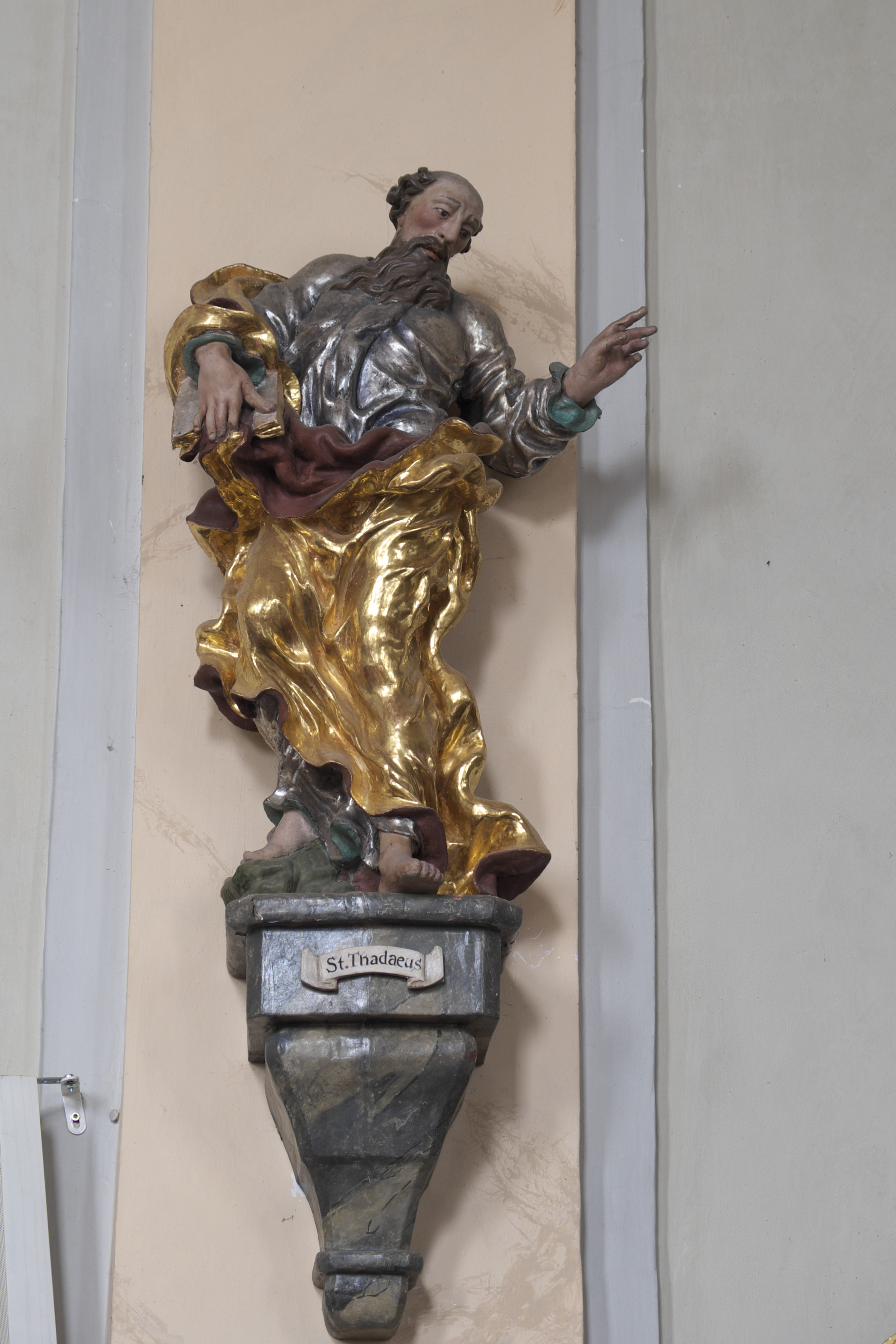
Apostel Simon Thaddäus
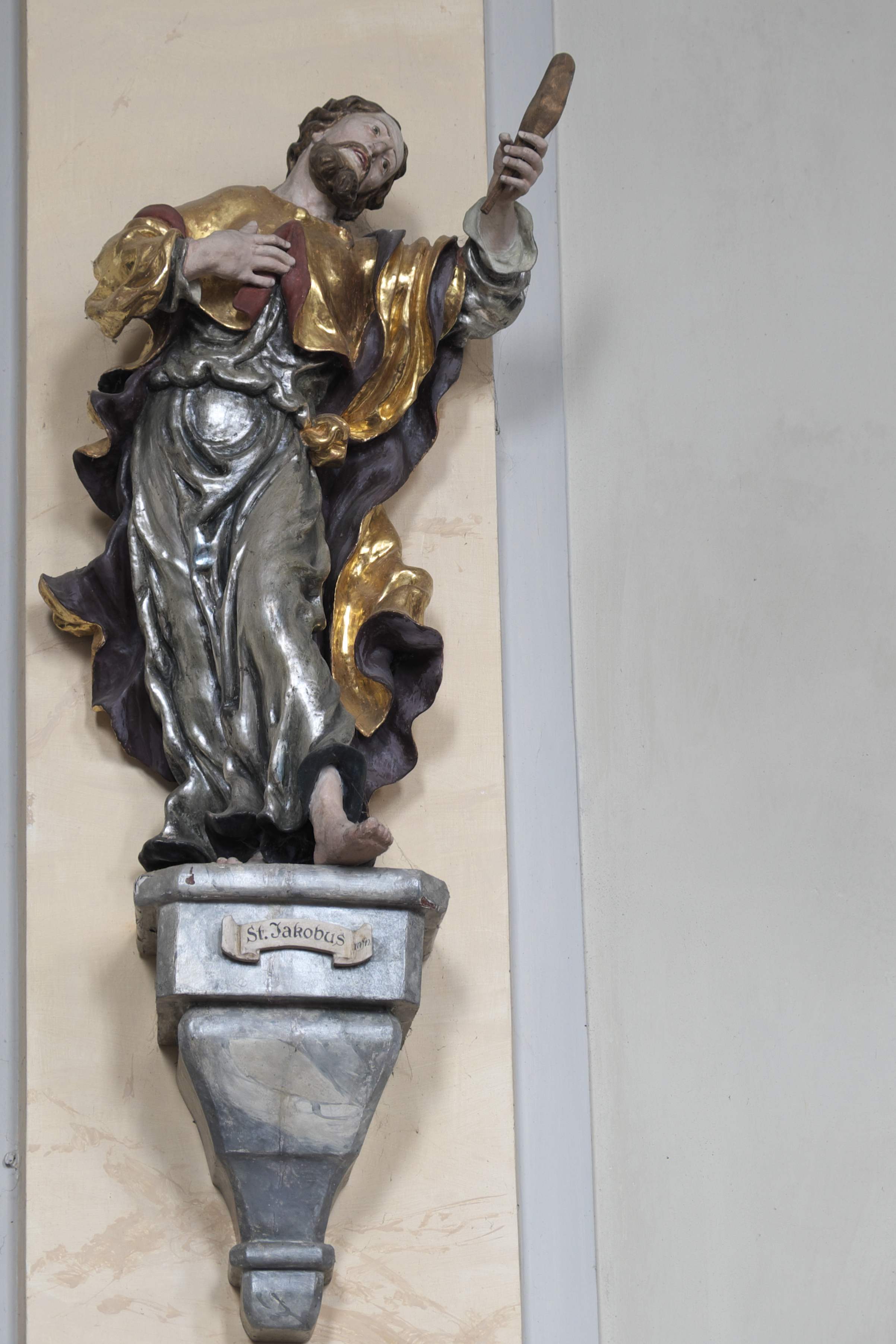
Apostel Jakobus der Jüngere

## Reliquientafeln
An der Wand unter der Kanzel hängen zwei Reliquientafeln aus dem 18. Jahrhundert. Die Gemälde auf den Flügeln werden ins 16./17. Jahrhundert datiert und stellen Szenen aus dem Marienleben und der Leidensgeschichte Jesu dar.

## Grabsteine
An der südlichen Außenmauer sind Grabsteine aus Rotmarmor aus dem 16., 17. und 18. Jahrhundert angebracht.